# Serie B 2016-2017 (hockey su pista)
La Serie B 2016-2017 è stato il torneo di terzo livello del campionato italiano di hockey su pista per la stagione 2016-2017.
Al termine del campionato sono stati promossi in Serie A2 il Pico Mirandola e il Montebello.

## Prima fase

### Girone A

#### Squadre partecipanti
| Club                 | Città                  | Impianto                                 | Stagione precedente                         |
| -------------------- | ---------------------- | ---------------------------------------- | ------------------------------------------- |
| Agrate Brianza       | Agrate Brianza (MB)    | Centro Sportivo Santa Caterina           | 9º in Serie B girone A                      |
| Amatori Lodi (B)     | Lodi                   | PalaCastellotti                          | 6º in Serie B girone A                      |
| Correggio (B)        | Correggio (RE)         | Palasport Dorando Pietri                 | 7º in Serie B girone A                      |
| Cremona (B)          | Pieve San Giacomo (CR) | Palestra comunale di San Daniele Po (CR) | 12º in Serie B girone A                     |
| HRC Monza (B)        | Monza                  | PalaRovagnati di Biassono (MB)           | 10º in Serie B girone A                     |
| Pico Mirandola       | Mirandola (MO)         | Palazzetto dello sport                   | 5º in Serie B girone A                      |
| Roller Lodi          | Lodi                   | PalaCastellotti                          | 1º in Serie B girone A, 4º alle final eight |
| Roller Scandiano (B) | Scandiano (RE)         | PalaRegnani                              | 8º in Serie B girone A                      |
| Seregno 2012         | Seregno (MB)           | PalaSomaschini                           | 4º in Serie B girone A                      |

#### Classifica finale
|  | Pos. | Squadra              | Pt | G  | V  | N | P  | GF  | GS  | DR  |
|  | ---- | -------------------- | -- | -- | -- | - | -- | --- | --- | --- |
|  | 1.   | Pico Mirandola       | 44 | 16 | 14 | 2 | 0  | 87  | 33  | +54 |
|  | 2.   | Seregno 2012         | 42 | 16 | 13 | 3 | 0  | 108 | 42  | +66 |
|  | 3.   | Roller Lodi          | 29 | 16 | 9  | 2 | 5  | 97  | 66  | +31 |
|  | 4.   | HRC Monza (B)        | 22 | 16 | 7  | 1 | 8  | 87  | 84  | +3  |
|  | 5.   | Agrate Brianza       | 22 | 16 | 7  | 1 | 8  | 77  | 79  | -2  |
|  | 6.   | Correggio (B)        | 21 | 16 | 6  | 3 | 7  | 62  | 61  | +1  |
|  | 7.   | Amatori Lodi (B)     | 21 | 16 | 7  | 0 | 9  | 57  | 73  | -16 |
|  | 8.   | Roller Scandiano (B) | 9  | 16 | 3  | 0 | 13 | 52  | 106 | -54 |
|  | 9.   | Cremona (B)          | 0  | 16 | 0  | 0 | 16 | 48  | 131 | -83 |

Legenda:
  Qualificato alle final eight.
Note:
Tre punti a vittoria, uno per il pareggio, zero a sconfitta.

### Girone B

#### Squadre partecipanti
| Club               | Città                        | Impianto               | Stagione precedente                         |
| ------------------ | ---------------------------- | ---------------------- | ------------------------------------------- |
| Bassano (B)        | Bassano del Grappa (VI)      | PalaSind               | 6º in Serie B girone B                      |
| Breganze (B)       | Breganze (VI)                | PalaFerrarin           | 5º in Serie B girone B                      |
| Goriziana          | Gorizia                      | PalaBigot              | n.d.                                        |
| Montebello         | Montebello (VI)              | Palazzetto dello sport | 3º in Serie B girone B, 7º alle final eight |
| Montecchio P. (B)  | Montecchio Precalcino (VI)   | PalaVaccari            | 7º in Serie B girone B                      |
| Roller Bassano (B) | Bassano del Grappa (VI)      | PalaSind               | 2º in Serie B girone B                      |
| Roller Recoaro     | Recoaro Terme (VI)           | PalaSanGiorgio         | n.d.                                        |
| Sandrigo (B)       | Sandrigo (VI)                | Palasport di Sandrigo  | 1º in Serie B girone B                      |
| Thiene (B)         | Thiene (VI)                  | PalaCeccato            | 10º in Serie B girone B                     |
| Trissino (B)       | Trissino (VI)                | PalaSinico             | 8º in Serie B girone B                      |
| Valdagno (B)       | Valdagno (VI)                | PalaLido               | 9º in Serie B girone B                      |
| Villach            | Villaco (Carinzia - Austria) | Ballspielhalle Lind    | 14º in Serie B girone B                     |

#### Classifica finale
|  | Pos. | Squadra            | Pt | G  | V  | N | P  | GF  | GS  | DR   |
|  | ---- | ------------------ | -- | -- | -- | - | -- | --- | --- | ---- |
|  | 1.   | Montebello         | 59 | 22 | 19 | 2 | 1  | 208 | 78  | +130 |
|  | 2.   | Trissino (B)       | 54 | 22 | 18 | 0 | 4  | 114 | 52  | +62  |
|  | 3.   | Sandrigo (B)       | 41 | 22 | 13 | 2 | 7  | 117 | 95  | +22  |
|  | 4.   | Bassano (B)        | 41 | 22 | 13 | 2 | 7  | 127 | 106 | +21  |
|  | 5.   | Roller Recoaro     | 40 | 22 | 13 | 1 | 8  | 130 | 102 | +28  |
|  | 6.   | Montecchio P. (B)  | 32 | 22 | 10 | 2 | 10 | 102 | 107 | -5   |
|  | 7.   | Thiene (B)         | 31 | 22 | 10 | 1 | 11 | 104 | 107 | -3   |
|  | 8.   | Villach            | 22 | 22 | 7  | 1 | 14 | 114 | 156 | -42  |
|  | 9.   | Valdagno (B)       | 19 | 22 | 6  | 1 | 15 | 80  | 113 | -33  |
|  | 10.  | Breganze (B)       | 18 | 22 | 6  | 0 | 16 | 93  | 121 | -28  |
|  | 11.  | Roller Bassano (B) | 13 | 22 | 4  | 1 | 17 | 80  | 143 | -63  |
|  | 12.  | Goriziana          | 8  | 22 | 2  | 2 | 18 | 115 | 204 | -89  |

Legenda:
  Qualificato alle final eight.
Note:
Tre punti a vittoria, uno per il pareggio, zero a sconfitta.

### Girone C

#### Squadre partecipanti
| Club              | Città          | Impianto              | Stagione precedente                         |
| ----------------- | -------------- | --------------------- | ------------------------------------------- |
| CGC Viareggio (B) | Viareggio (LU) | PalaBarsacchi         | 9º in Serie B girone C                      |
| Follonica (B)     | Follonica (GR) | Pista Armeni          | 4º in Serie B girone C                      |
| Grosseto          | Grosseto       | Pista di via Mercurio | 3º in Serie B girone C                      |
| Maliseti          | Prato          | PalaRogai             | n.d.                                        |
| Prato 1954        | Prato          | PalaRogai             | 6º in Serie B girone C                      |
| Sarzana (B)       | Sarzana (SP)   | Pista Vecchio Mercato | 5º in Serie B girone C                      |
| SCS 84 Follonica  | Follonica (GR) | Pista Armeni          | 1º in Serie B girone C, 5º alle final eight |
| Siena             | Siena          | Palasport Costone     | 7º in Serie B girone C                      |
| SPV Viareggio     | Viareggio (LU) | PalaBarsacchi         | 8º in Serie B girone C                      |

#### Classifica finale
|  | Pos. | Squadra           | Pt   | G  | V  | N | P  | GF | GS | DR  |
|  | ---- | ----------------- | ---- | -- | -- | - | -- | -- | -- | --- |
|  | 1.   | Maliseti          | 34   | 14 | 11 | 1 | 2  | 60 | 31 | +29 |
|  | 2.   | Siena             | 31   | 14 | 10 | 1 | 3  | 93 | 68 | +25 |
|  | 3.   | SPV Viareggio     | 24   | 14 | 8  | 0 | 6  | 75 | 71 | +4  |
|  | 4.   | Sarzana (B)       | 24   | 14 | 8  | 0 | 6  | 77 | 77 | 0   |
|  | 5.   | Follonica (B)     | 23   | 14 | 7  | 2 | 5  | 79 | 73 | +6  |
|  | 6.   | SCS 84 Follonica  | 19   | 14 | 6  | 1 | 7  | 87 | 82 | +5  |
|  | 7.   | CGC Viareggio (B) | 7    | 14 | 2  | 1 | 11 | 42 | 80 | -38 |
|  | 8.   | Prato 1954        | 3    | 14 | 1  | 0 | 13 | 42 | 73 | -31 |
|  | 9.   | Grosseto          | Rit. | -  | -  | - | -  | -  | -  | -   |

Legenda:
  Qualificato alle final eight.
Note:
Tre punti a vittoria, uno per il pareggio, zero a sconfitta.

### Girone D

#### Squadre partecipanti
| Club               | Città           | Impianto       | Stagione precedente                          |
| ------------------ | --------------- | -------------- | -------------------------------------------- |
| AFP Giovinazzo (B) | Giovinazzo (BA) | PalaPansini    | 3º in Serie B girone D                       |
| Amatori Pesaro     | Pesaro          | PalaBorgo      | n.d.                                         |
| Falchi Matera      | Matera          | PalaSassi      | n.d.                                         |
| Matera             | Matera          | PalaSassi      | 2º in Serie A1, semifinali play-off scudetto |
| GSH Molfetta (B)   | Molfetta (BA)   | PalaFiorentini | n.d.                                         |
| Pesaro             | Pesaro          | PalaBorgo      | n.d.                                         |
| Roller Salerno     | Salerno         | PalaTulimieri  | 2º in Serie B girone D                       |

#### Classifica finale
|  | Pos. | Squadra            | Pt | G  | V  | N | P  | GF  | GS  | DR   |
|  | ---- | ------------------ | -- | -- | -- | - | -- | --- | --- | ---- |
|  | 1.   | Falchi Matera      | 31 | 12 | 10 | 1 | 1  | 134 | 42  | +92  |
|  | 2.   | Matera             | 29 | 12 | 9  | 2 | 1  | 126 | 39  | +87  |
|  | 3.   | Roller Salerno     | 28 | 12 | 9  | 1 | 2  | 101 | 59  | +42  |
|  | 4.   | Amatori Pesaro     | 15 | 12 | 5  | 0 | 7  | 98  | 91  | +7   |
|  | 5.   | AFP Giovinazzo (B) | 13 | 12 | 4  | 1 | 7  | 70  | 107 | -37  |
|  | 6.   | GSH Molfetta (B)   | 4  | 12 | 1  | 1 | 12 | 49  | 127 | -78  |
|  | 7.   | Pesaro             | 3  | 12 | 1  | 0 | 11 | 56  | 169 | -113 |

Legenda:
  Qualificato alle final eight.
Note:
Tre punti a vittoria, uno per il pareggio, zero a sconfitta.

## Final Eight
Le Final Eight della serie B 2016-2017 si sono disputate presso il PalaSassi a Matera dal 12 al 14 maggio 2017.

### Girone A
|           | Incontri                 |       |
| --------- | ------------------------ | ----- |
| 12-5-2017 | Falchi Matera – Trissino | 3 – 4 |
| 12-5-2017 | Pico Mirandola – Siena   | 4 – 3 |
| 13-5-2017 | Falchi Matera – Siena    | 2 – 5 |

|           | Incontri                       |       |
| --------- | ------------------------------ | ----- |
| 13-5-2017 | Falchi Matera – Pico Mirandola | 5 – 1 |
| 13-5-2017 | Trissino – Pico Mirandola      | 1 – 3 |
| 13-5-2017 | Trissino – Siena               | 4 – 3 |

|  | Pos. | Squadra        | Pt | G | V | N | P | GF | GS | DR |
|  | ---- | -------------- | -- | - | - | - | - | -- | -- | -- |
|  | 1.   | Pico Mirandola | 6  | 3 | 2 | 0 | 1 | 8  | 9  | -1 |
|  | 2.   | Trissino (B)   | 6  | 3 | 2 | 0 | 1 | 9  | 9  | 0  |
|  | 3.   | Siena          | 3  | 3 | 1 | 0 | 2 | 11 | 10 | +1 |
|  | 4.   | Falchi Matera  | 3  | 3 | 1 | 0 | 2 | 10 | 10 | 0  |

Note:
Tre punti a vittoria, uno per il pareggio, zero a sconfitta.

### Girone B
|           | Incontri            |       |
| --------- | ------------------- | ----- |
| 12-5-2016 | Maliseti – Seregno  | 3 – 2 |
| 12-5-2017 | Montebello – Matera | 8 – 1 |
| 13-5-2017 | Seregno – Matera    | 6 – 2 |

|           | Incontri              |       |
| --------- | --------------------- | ----- |
| 13-5-2017 | Montebello – Maliseti | 3 – 1 |
| 13-5-2017 | Maliseti – Matera     | 7 – 2 |
| 13-5-2017 | Montebello – Seregno  | 0 – 1 |

|  | Pos. | Squadra      | Pt | G | V | N | P | GF | GS | DR  |
|  | ---- | ------------ | -- | - | - | - | - | -- | -- | --- |
|  | 1.   | Montebello   | 6  | 3 | 2 | 0 | 1 | 11 | 3  | +8  |
|  | 2.   | Seregno 2012 | 6  | 3 | 2 | 0 | 1 | 9  | 5  | +4  |
|  | 3.   | Maliseti     | 6  | 3 | 2 | 0 | 1 | 11 | 7  | +4  |
|  | 4.   | Matera       | 0  | 3 | 0 | 0 | 3 | 5  | 21 | -16 |

Note:
Tre punti a vittoria, uno per il pareggio, zero a sconfitta.

### Finale 7º - 8º posto
| Matera 14 maggio 2017 | Falchi Matera | 6 – 5 | Matera | PalaSassi |

### Finale 5º - 6º posto
| Matera 14 maggio 2017 | Siena | 2 – 4 | Maliseti | PalaSassi |

### Finale 3º - 4º posto
| Matera 14 maggio 2017 | Trissino (B) | 2 – 1 | Seregno 2012 | PalaSassi |

### Finale 1º - 2º posto
| Matera 14 maggio 2017 | Pico Mirandola (B) | 9 – 5 | Montebello | PalaSassi |

### Classifica finale
| Pos | Squadra        |
| --- | -------------- |
| 1ª  | Pico Mirandola |
| 2ª  | Montebello     |
| 3ª  | Trissino (B)   |
| 4ª  | Seregno 2012   |
| 5ª  | Maliseti       |
| 6ª  | Siena          |
| 7ª  | Falchi Matera  |
| 8ª  | Matera         |

## Verdetti
| Verdetto             | Club                      |
| -------------------- | ------------------------- |
| Promosse in Serie A2 | Pico Mirandola Montebello |